# Montagny-en-Vexin
Montagny-en-Vexin – miejscowość i gmina we Francji, w regionie Hauts-de-France, w departamencie Oise.
Według danych na rok 1990 gminę zamieszkiwało 528 osób, a gęstość zaludnienia wynosiła 126 osób/km² (wśród 2293 gmin Pikardii Montagny-en-Vexin plasuje się na 514. miejscu pod względem liczby ludności, natomiast pod względem powierzchni na miejscu 950.).